# كارلوس تروخيو
كارلوس تروخيو هو محامي وسياسي أمريكي، ولد في 25 فبراير 1983 في لونغ آيلند في الولايات المتحدة. نشط حزبياً في الحزب الجمهوري. وقد انتخب عضو مجلس نواب فلوريدا ‏.